# 斯利皮艾 (明尼蘇達州)
斯利皮艾（英語：Sleepy Eye）是一個位於美國明尼蘇達州布朗縣的城市。

## 人口
根據2020年美國人口普查的數據，斯利皮艾的面積為5.54平方千米，當中陸地面積為4.85平方千米，而水域面積為0.69平方千米。當地共有人口3452人，而人口密度為每平方千米623人。